# Islote Gris
Die Islote Gris (spanisch für Graue Insel) ist eine kleine Insel am nördlichen Ende der Antarktischen Halbinsel. Sie liegt im südwestlichen Teil der Eagle Cove, einer Nebenbucht der Hope Bay.
Argentinische Wissenschaftler benannten sie.